# 宮松影水
宮松 影水（みやまつ えいすい、1928年〈昭和3年〉10月7日 - 1972年〈昭和47年〉3月19日）は、東京都生まれの駒師。本名は宮松幹太郎。「夭逝の天才駒師」と云われる。

## 概略
東京・根津出身であり祖父は宮大工、父は棋士の宮松関三郎八段で幹太郎は長男。
豊島龍山没後、遺族の疎開する際に、豊島家から残った駒木地を譲り受けたことが宮松家が駒作りを始めるきっかけとなった。
1947年、父の宮松関三郎八段が亡くなり、家計のため中央大学法学部を中退し、本格的に駒作りに取り組む。
生来の凝り性で研究熱心な性格から、書体の研究の為に図書館へ通い、書体のバランスを考え、駒形も研究した。
東京の島（御蔵島）から仕入れた黄楊の駒木地に虎斑などの良い木地が出ると喜び、それを肴に酒を飲んだ。（天童の山形の木地と違い、東京産の御蔵島の黄楊の良い木地で駒を作る事に強いこだわりがあった。
気に食わないとやり直す事も多く、ひとつことに夢中になってしまう、職人気質を超えて芸術肌の駒師であった。
話し好きの影水は、客（プロ棋士）が来ると、仕事をほうっておいても駒や木地の話に花を咲かせた（特筆して升田幸三と仲が良かった）。
駒銘は初期が「宮松作」（祖父が宮大工でもあった影水の父の宮松関三郎の作が含まれる）、中期が「影水作」、後期が「宮松作」に戻っている、「影水作」に傑作が多い（影水没後に金井静山の手ほどき＆指導により、影水の妻の宮松登美作の「宮松美水」銘が作られた）。
得意とした書体は「菱湖」、「錦旗」、「水無瀬」で、特に「影水菱湖」は彼の代表作となった。
大正から昭和にかけて東京を拠点に活動した代表的な駒師の一人である。
2018年1月16日、羽生善治が永世七冠を達成した、第30期竜王就位式で、永世竜王を達成した、竜王戦第5局に使用された、宮松影水作錦旗が、羽生善治竜王に寄贈された。
2017年7月11日、放映の『開運!なんでも鑑定団』で、宮松影水の将棋駒が鑑定され、鑑定依頼人評価額 1,480,000円に対して、鑑定額は 2,200,000円であった。